# Резня в Черри-Валли
Резня в Черри-Валли (англ. Cherry Valley massacre) — нападение объединённых сил британских солдат, лоялистов и ирокезов на поселение Черри-Валли 11 ноября 1778 года во время Войны за независимость США. Нападавшие находились под общим командованием капитана Уолтера Батлера, который утратил контроль над индейскими воинами во время похода. Во время резни были убиты 32 мирных жителя и 16 американских солдат и офицеров.
Резня способствовала призывам к ответным репрессиям, что побудило главнокомандующего Континентальной армией Джорджа Вашингтона провести крупномасштабную военную операцию против ирокезов, которую возглавил генерал Салливан. Кампания Салливана привела к уничтожению большинства деревень ирокезов в северной части Нью-Йорка.

## Предыстория
Когда началась Американская революция, конфедерация ирокезов попыталась сохранить нейтралитет. Конгрегационалистский священник Сэмюэл Киркленд, служивший миссионером среди ирокезов, смог убедить онайда и тускарора принять сторону американцев, в то время как мохоки, сенека, кайюга и онондага остались верны Великобритании. Объединившись с лоялистами, пробританские ирокезы стали совершать разрушительные набеги на земли Нью-Йорка и Пенсильвании.
После неудачной попытки британского командования взять под контроль стратегически важную долину реки Гудзон осенью 1777 года, война за независимость США в северной и западной частях провинции Нью-Йорк превратилась в серию взаимных рейдов и небольших стычек. Долина реки Мохок стала особой мишенью для ирокезов и лоялистов, поскольку она являлась одной из богатейших житниц британских колоний в Северной Америке, к тому же, местные фермеры активно снабжали провизией Континентальную армию. Не сумев захватить эту территорию, британское командование решило лишить своего противника хорошей продовольственной базы и уничтожить поселения в долине.
Зимой 1777—1778 годов вождь сенека Сайенкерата и лидер мохоков Джозеф Брант, союзники Великобритании, разработали планы нападения на приграничные поселения в Нью-Йорке и Пенсильвании. Сайенкерата должен был атаковать селения в долине Вайоминг, а Брант — долину реки Мохок. Вождь Гайасута, ранее выступавший за мир с американцами, также присоединился к индейским воинам. Так как зимой индейцы занимались охотой, чтобы обеспечить припасами свои семьи, то активные военные действия могли начаться только с приходом весны. В конце января Брант покинул форт Ниагара с отрядом из 30 мохоков и отправился к ирокезским деревням, расположенным на севере Нью-Йорка.

## Боевые действия на севере Нью-Йорка и Пенсильвании

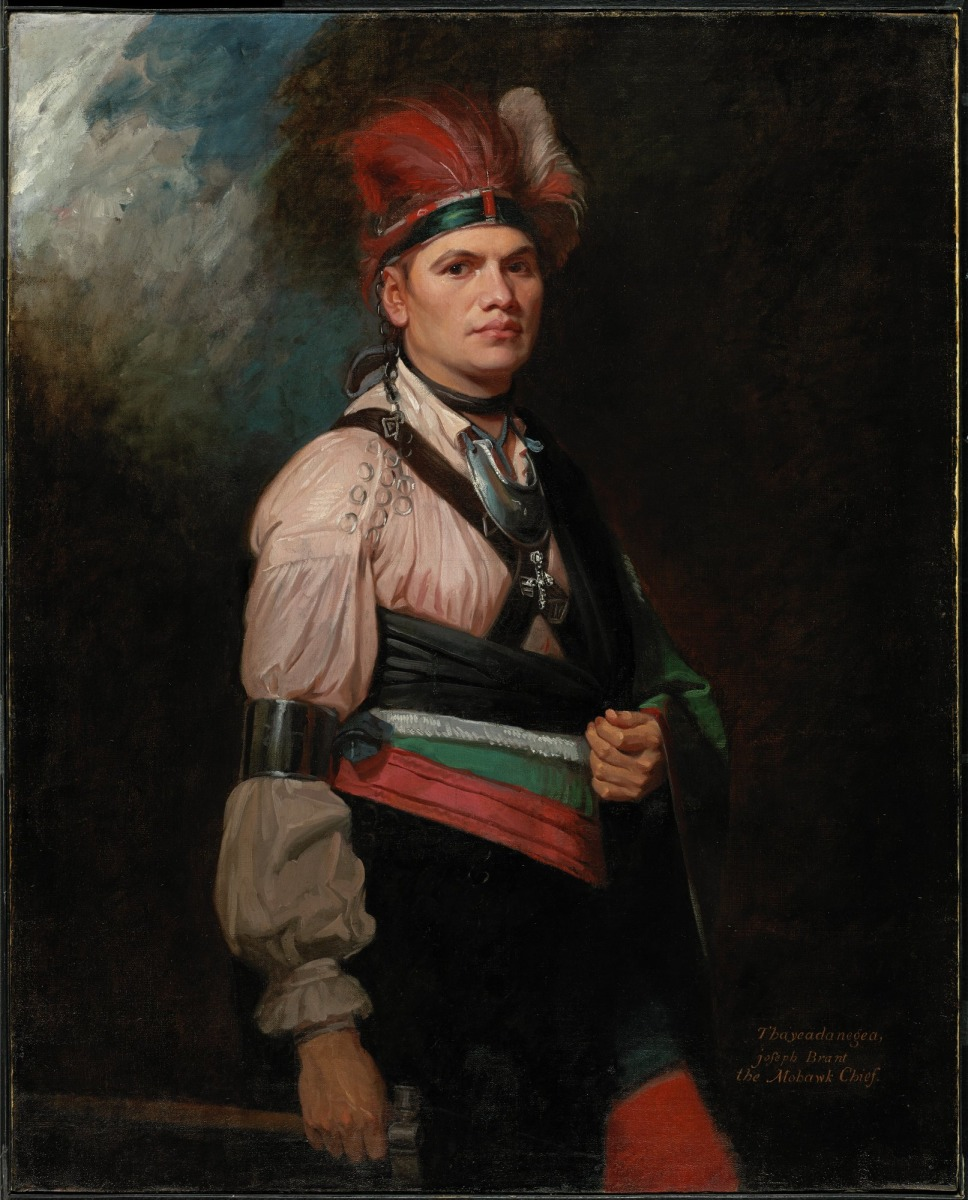
Портрет Джозефа Бранта кисти Джорджа Ромни (1776)

В мае 1778 года он прибыл в Онакуагу, собирая индейских воинов и рассылая призывы лоялистам присоединиться к нему. 30 мая Брант совершил нападение на Коблскилл. Ирокезами и лоялистами были убиты 22 человека, сожжены дома с амбарами и перебит скот. Весть о рейде людей Бранта быстро распространилась по региону. Вождь мохоков продолжил укреплять свои силы и заготавливать провизию, сделав Онакуагу своей штаб-квартирой. В течение лета он совершил набеги на другие поселения на территории округов Трайон и Алстер. Многие американцы бросили свои дома и фермы и сбежали в поисках безопасности в Скенектади и Черри-Валли.
В сентябре отряд Бранта, состоящий из 152 ирокезов и 300 лоялистов, атаковал поселение Джерман-Флэтс. Не сумев захватить форт Дейтон, его люди разорили десятимильный участок вдоль реки Мохок. В результате этого рейда американские поселенцы лишились 63 жилых домов, 57 амбаров, трёх мельниц и одной лесопилки. 719 человек остались без крова и средств к существованию. Во всём районе остались нетронутыми только два дома, церковь и форт Дейтон на северном берегу реки. Опустошив поселение, ирокезы и лоялисты забрали с собой 235 лошадей, 229 голов крупного рогатого скота и 269 овец. Массовое уничтожение имущества американцев привело к призывам о возмездии. Губернатор Нью-Йорка Джордж Клинтон обратился за помощью к Вашингтону, и тот приказал полковнику Батлеру разрушить ирокезские деревни, служившие базами для людей Бранта. В начале октября солдаты Континентальной армии и нью-йоркские ополченцы атаковали и разрушили Онакуагу и Унадиллу.
Пока Брант разорял поселения в долине реки Мохок, Джон Батлер и Сайенкерата совершили рейд на долину Вайоминг на севере Пенсильвании в начале июля. 110 рейнджеров и 464 индейца, в основном из племён сенека и кайюга, сожгли и разграбили множество домов и мельниц, и забрали с собой тысячи голов крупного рогатого скота, овец и свиней. После этой атаки воины-сенека были обвинены в массовых убийствах мирных жителей, а сам лидер мохоков, несмотря на то, что не принимал участие в рейде, прослыл среди американцев вождём, «отличавшемся необычайной свирепостью».
Когда капитан Уолтер Батлер решил нанести удар по поселению Черри-Валли, сенека и мохоки присоединились к нему, чтобы отомстить за уничтожение своих деревень. Это было первое самостоятельное командование капитана, являвшегося сыном Джона Батлера. Он имел мало боевого опыта и относился с неприязнью к Джозефу Бранту, который возглавил ирокезов. Между Батлером и вождём мохоков вспыхнула ссора во время похода, после которой Брант хотел прекратить кампанию и вернуться в форт Ниагара, но индейцы убедили его остаться. Высокомерное отношение английского капитана не понравилось ирокезам, в результате чего он полностью утратил контроль над ними.

## Резня

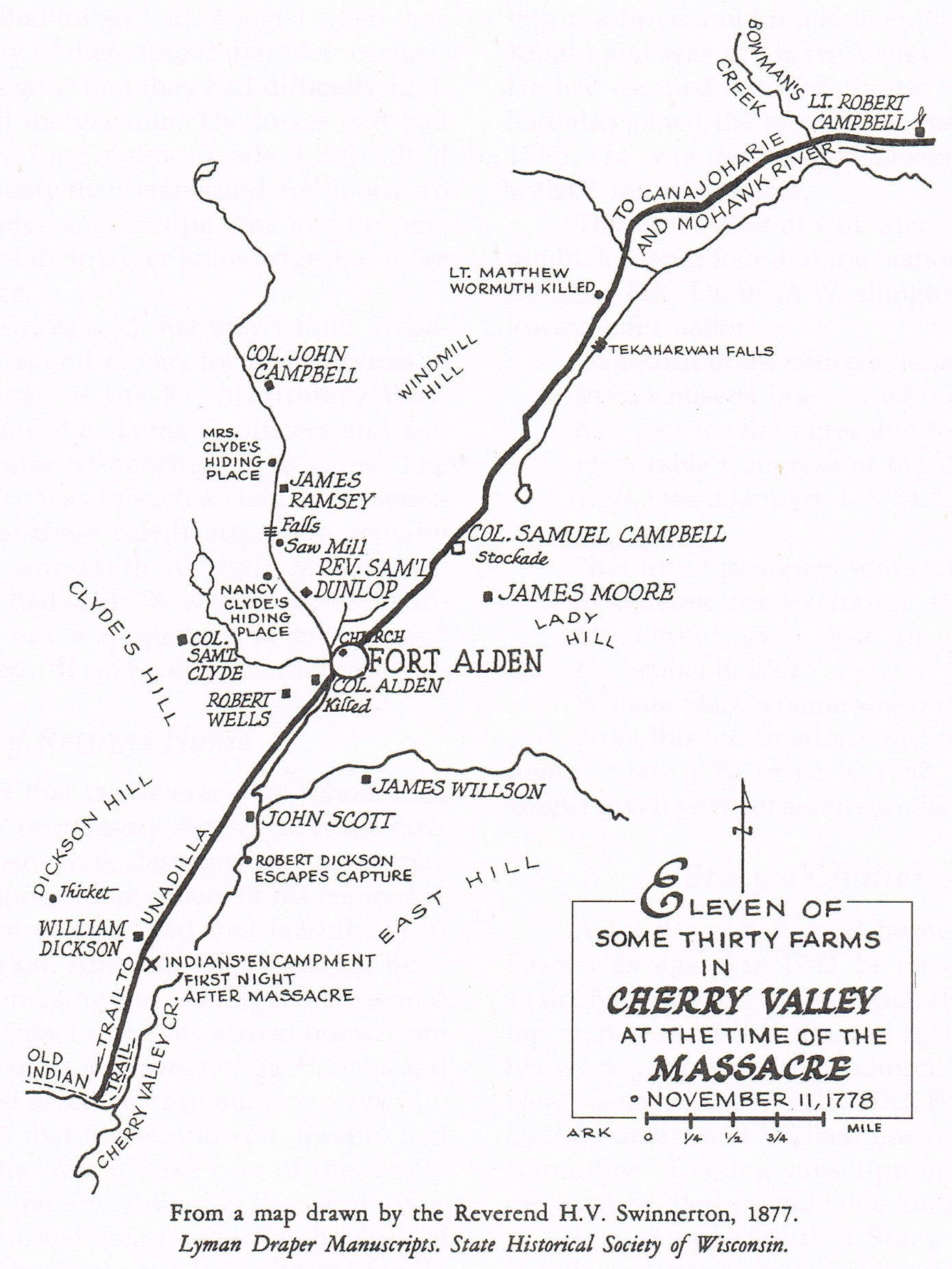
Карта Черри-Валли (1778). Составлена преподобным Суиннертоном и напечатана в книге Лео Лемондса «Col. William Stacy – Revolutionary War Hero» в 1993 г.

Черри-Валли было плохо подготовлено к отражению нападения. В поселении был небольшой форт с частоколом, построенный его жителями после атаки Бранта на Коблскилл. В укреплении находился гарнизон из 300 солдат 7-го Массачусетского полка Континентальной армии под командованием полковника Икабода Олдена. Оплот патриотов получил название форт Олден, в честь командира полка. 6 ноября 1778 года индеец-онайда прибыл в форт Стэнуикс и рассказал о готовящемся нападении. Командир форта немедленно отправил уведомление Икабоду Олдену.
Поздним вечером 10 ноября отряд Уолтера Батлера достиг окраин Черри-Валли. Олден, несмотря на предупреждение, не предпринял никаких мер предосторожности. Полковник не позволил жителям Черри-Валли укрыться в форте, поскольку не поверил в реальность нападения. Он, как и большая часть его офицеров, разместились в доме, принадлежащем семье Уэллсов, примерно в 370 метрах от форта. Брант и Сажатель Кукурузы, возглавлявший сенека, произвели разведку с группой воинов и захватили пикет из форта Олден. Старшим из пикета оказался бывший лоялист Адам Хантер, который рассказал Батлеру всё, что знал о гарнизоне и жителях Черри-Валли. Капитан созвал совет и предложил начать атаку ранним утром. Он решил разделить свои силы: одна группа должна была окружить дом Уэллса, а другая двинуться на форт Олден. Ирокезы согласились с его предложением и пообещали не причинять вред мирным жителям.
Ранним утром 11 ноября силы Батлера напали на Черри-Валли. Несколько ирокезов испортили план капитана, открыв огонь по поселенцам, рубившим дрова неподалёку. Одному из них удалось убежать и поднять тревогу. Маленькая Борода, один из вождей сенека, немедленно возглавил штурм дома Уэллсов. Ирокезы окружили дом, в результате чего большинство американских офицеров не смогло его покинуть и сбежать в форт Олден. В завязавшейся перестрелке трое индейцев были ранены, прежде чем смогли ворваться внутрь дома. Во время боя в доме Уэллсов погибли 26 американцев, включая мирных жителей. Разъярённые оказанным сопротивлением, сенека убили всю семью Уэллсов и их слуг. Икабод Олден сбежал из дома, но был настигнут индейским воином, который убил его томагавком.
Нападавшие обрушили сильный огонь на форт Олден, но не сумели им овладеть. В то время как лоялисты и солдаты вели обстрел форта, чтобы держать его гарнизон внутри, ирокезы напали на дома поселенцев. Они разграбили и сожгли все постройки в Черри-Валли, оставив нетронутой только церковь внутри форта Олден. Некоторые белые солдаты позже присоединились к индейцам и так же активно участвовали в грабежах. Сенека, стремясь отомстить, убивали всех, с кем сталкивались. Британские офицеры и Джозеф Брант пытались сдержать их действия, но безуспешно. К моменту окончания нападения 32 жителя Черри-Валли и 16 солдат и офицеров были убиты. Более 180 человек остались без крова, в том числе многие из тех, кто сочувствовал лоялистам.

## Последствия
Утром 12 ноября Батлер отправил Бранта с пятьюдесятью индейцами и капитана Макдонелла с шестьюдесятью рейнджерами обратно в Черри-Валли, чтобы завершить её уничтожение и увести оставшийся скот. Ирокезы и рейнджеры захватили 70 пленников, многие из которых были женщинами и детьми. Вскоре 40 из них были освобождены Батлером и отправлены домой, но остальные оставались среди индейцев до тех пор, пока их не обменяли. Заместитель Олдена, подполковник Уильям Стейси, был доставлен в форт Ниагара в качестве пленника британцев. За исключением нападения на поселение Кайл, которое произошло несколькими днями позже, резня в Черри-Валли положила конец военным кампаниям британцев в долине реки Мохок.
Сенека объяснили резню мирных жителей тем, что они были в гневе из-за ложных обвинений американцев в убийстве жителей долины
Вайоминг. Кроме того, среди американцев, уничтоживших деревню ирокезов Тайогу, было много солдат, сдавшихся Сайенкерате и Батлеру в
долине Вайоминг. Сенека освободили этих людей после того, как получили от них обещания, что они больше не будут сражаться против ирокезов. Это убедило сенека в том, что американцы не держат своих обещаний и, следовательно, им не следует давать пощады. Однако главная причина эскалации насилия, произошедшей в Черри-Валли, заключалась в разрушении ирокезских поселений, что побудило сенека и мохоков к отмщению.

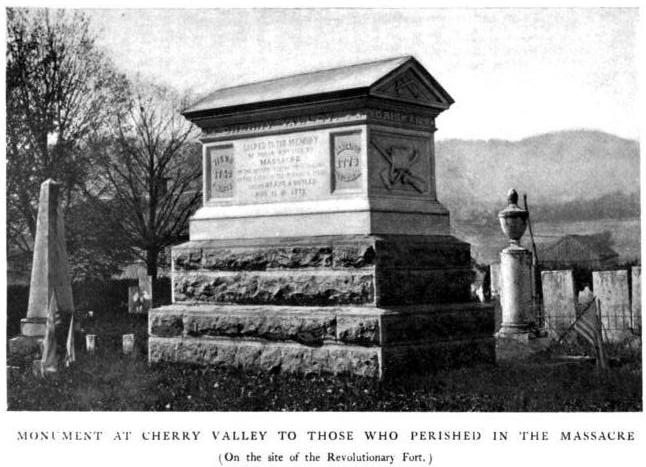
Памятник жертвам резни в Черри-Валли

Рейды на Черри-Валли и долину Вайоминг побудили Джорджа Вашингтона нанести удар в центр земель ирокезов. Он решил «перенести войну в самое сердце страны Шести Наций — отрезать их поселения, уничтожить урожай и причинить им любой другой вред, какой позволят время и обстоятельства». Летом 1779 года началась Экспедиция Салливана: крупномасштабная военная операция против ирокезов. В общей сложности Континентальная армия сожгла 32 ирокезские деревни, не считая небольших изолированных поселений, а также уничтожила тысячи фруктовых деревьев, 160 000 бушелей кукурузы и бесчисленное количество тыквы, фасоли и картофеля. В октябре 1779 года беженцы-ирокезы из деревень, разрушенных армией Салливана, расположились лагерем около форта Ниагара. Несмотря на свои страдания, они не были готовы к миру и на следующий год продолжили набеги на поселения американцев.
15 августа 1878 года в Черри-Валли был открыт памятник, посвящённый жертвам резни.